# Historia de la organización territorial de Paraguay
A lo largo de la historia de la organización territorial de Paraguay, se han dado varias modificaciones en diferentes años con relación a la delimitación de los departamentos, o elección de sus respectivas capitales departamentales, así como también la creación de nuevos municipios y sus respectivas delimitaciones. 
Hasta antes de dictarse leyes en relación con la división política del país en 1906, durante el siglo XIX a las poblaciones se los llamaba partidos, pero no tenían delimitación precisa, ni configuración geográfica determinada. 
Hasta principios del siglo XX, el país continuaba arrastrando las consecuencias negativas de la guerra contra la Triple Alianza, que había producido como efecto territorial una gran dispersión poblacional y una red de pueblos con escasos habitantes, sin mayores vínculos entre sí, tanto como una creciente concentración demográfica en la comarca asuncena (conocida hoy día como Gran Asunción). Podemos decir que la organización territorial del país hacia finales del siglo XIX y principios del siglo XX era básicamente así:
- La capital de la República: Asunción
- Los 86 partidos (actuales distritos) de la región Oriental - luego dividido en 8 'departamentos'
- Parte del Chaco, bajo administración militar

## Primera ley: Ley del 25/08/1906 (1906-1945)
La primera ley que divide administrativamente el país, sale en 1906, por ley de fecha 25 de agosto de 1906, y divide el país en dos regiones: 
- La Oriental (administrada por el Ministerio del Interior), que fue posteriormente dividida en 12 departamentos y un distrito capital. Los departamentos a su vez eran divididos en partidos (equivalentes a distritos en la actualidad).
- La Occidental (administrado por el Ministerio de Guerra y Marina), que fue dividida en comandancias militares. (equivalente a los actuales departamentos de Boquerón, Alto Paraguay y Presidente Hayes).

| Departamento    | Capital     | Observación (*)                                                                           |
| --------------- | ----------- | ----------------------------------------------------------------------------------------- |
| 1. Concepción*  | Concepción  | -equivalente al actual Concepción y parte del actual Amambay-                             |
| 2. San Pedro*   | San Pedro   | -equivalente a los actuales: San Pedro, Amambay, Caaguazú y parte del actual Alto Paraná- |
| 3. Caraguatay*  | Caraguatay  | -equivalente al actual Cordillera-                                                        |
| 4. Guairá       | Villarrica  | -                                                                                         |
| 5. Yhu*         | Yhu         | -equivalente al actual Caaguazú y parte del actual Alto Paraná-                           |
| 6. Caazapá      | Caazapá     | -                                                                                         |
| 7. Encarnación* | Encarnación | -equivalente al actual Itapúa-                                                            |
| 8. San Ignacio* | San Ignacio | -equivalente al actual Misiones-                                                          |
| 9. Quiindy*     | Quiindy     | -equivalente a parte del actual Paraguarí-                                                |
| 10. Paraguarí*  | Paraguarí   | -equivalente a parte del actual Paraguarí-                                                |
| 11. Villeta*    | Villeta     | -equivalente a parte del actual Ñeembucú-                                                 |
| 12. Pilar*      | Pilar       | -equivalente a parte del actual Ñeembucú-                                                 |

- Capital de la República: Asunción (no era un departamento, pero igualmente comprendía los partidos de Limpio, Luque, San Lorenzo, Ñemby y San Antonio., equivalentes a parte del actual Central)

## Segunda ley: Decreto-Ley Nº9484/45 (1945-1973)
Por decreto ley N° 9484/45 de fecha 10 de julio de 1945, se dan los siguientes cambios:
- La Región Occidental fue dividido en tres departamentos: Presidente Hayes, Boquerón y Olimpo
- La Región Oriental se divide en trece departamentos, incluyendo a Asunción.
- El departamento de Amambay fue creado por escisión del de San Pedro.
- El nombre del departamento de Caraguatay es cambiado por el de Cordillera.
- El departamento de Caaguazú fue creado a partir de parte de San Pedro, y del departamento de Yhú.
- El departamento de San Ignacio fue renombrado Misiones, la capital se ha movido de San Ignacio a San Juan Bautista
- El departamento de Quyyndy se fusionó con el Paraguarí.
- Se crea el departamento del Alto Paraná uniendo partes de los departamentos de San Pedro y Encarnación.
- Los partidos pasan a ser distritos, colonias y compañías.

| Departamento         | Capital               | Observación (*)                            |
| -------------------- | --------------------- | ------------------------------------------ |
| 1. Concepción        | Concepción            | -                                          |
| 2. San Pedro         | San Pedro             | -                                          |
| 3. Cordillera        | Caacupé               | -                                          |
| 4. Guairá            | Villarrica            | -                                          |
| 5. Caaguazú*         | Coronel Oviedo        | -equivalente a parte del actual Canindeyú- |
| 6. Caazapá           | Caazapá               | -                                          |
| 7. Itapúa            | Encarnación           | -                                          |
| 8. Misiones          | San Juan Bautista     | -                                          |
| 9. Paraguarí         | Paraguarí             | -                                          |
| 10. Alto Paraná*     | Hernandarias          | -equivalente a parte del actual Canindeyú- |
| 11. Central          | Asunción              | -                                          |
| 12. Ñeembucú         | Pilar                 | -                                          |
| 13. Amambay          | Pedro Juan Caballero  | -                                          |
| 14. Presidente Hayes | Villa Hayes           | -                                          |
| 15. Boquerón         | Mariscal Estigarribia | -                                          |
| 16 Olimpo*           | Fuerte Olimpo         | -equivalente al actual Alto Paraguay-      |

- Capital de la República: Asunción (se divide en parroquias y secciones policiales)

## Tercera ley: Ley Nº426/73 (1973-1992)
La Ley Nº 426/73 de fecha 7 de diciembre de 1973 dividió el país en 1 capital de la República (Asunción), y 19 departamentos: 14 de los cuales eran parte de la Región Oriental y 5 de la Región Occidental.
Los 5 departamentos de la Región Occidental, que fue liberada del control militar, eran: 
- Alto Paraguay (con capital en Fuerte Olimpo).
- Boquerón (con capital en Doctor Pedro P. Peña).
- Chaco (con capital en General Eugenio A. Garay).
- Nueva Asunción (con capital en Mayor Pablo Lagerenza).
- Presidente Hayes (con capital en Villa Hayes).
- Fue creado además el departamento de Canendiyú (luego Canindeyú) uniendo parte del Alto Paraná y el Caaguazú. Sufrió cambios de límites. La capital departamental del Alto Paraná fue movida de Hernandarias (Tacurupucú) a Puerto Presidente Stroessner.[3]

| Departamento         | Capital                | Observación (*)                                |
| -------------------- | ---------------------- | ---------------------------------------------- |
| 1. Concepción        | Concepción             | -                                              |
| 2. San Pedro         | San Pedro              | -                                              |
| 3. Cordillera        | Caacupé                | -                                              |
| 4. Guairá            | Villarrica             | -                                              |
| 5. Caaguazú          | Coronel Oviedo         | -                                              |
| 6. Caazapá           | Caazapá                | -                                              |
| 7. Itapúa            | Encarnación            | -                                              |
| 8. Misiones          | San Juan Bautista      | -                                              |
| 9. Paraguarí         | Paraguarí              | -                                              |
| 10. Alto Paraná      | Presidente Stroessner* | -equivalente al actual Ciudad del Este-        |
| 11. Central          | Asunción               | -                                              |
| 12. Ñeembucú         | Pilar                  | -                                              |
| 13. Amambay          | Pedro Juan Caballero   | -                                              |
| 14. Canendiyú        | Salto del Guairá       | -                                              |
| 15. Presidente Hayes | Pozo Colorado          | -                                              |
| 16. Alto Paraguay    | Fuerte Olimpo          | -                                              |
| 17. Chaco*           | Mayor Pablo Lagerenza  | -equivalente a parte del actual Alto Paraguay- |
| 18. Nueva Asunción*  | Eugenio A. Garay       | -equivalente a parte del actual Boquerón-      |
| 19. Boquerón         | Dr. Pedro P. Peña      |                                                |

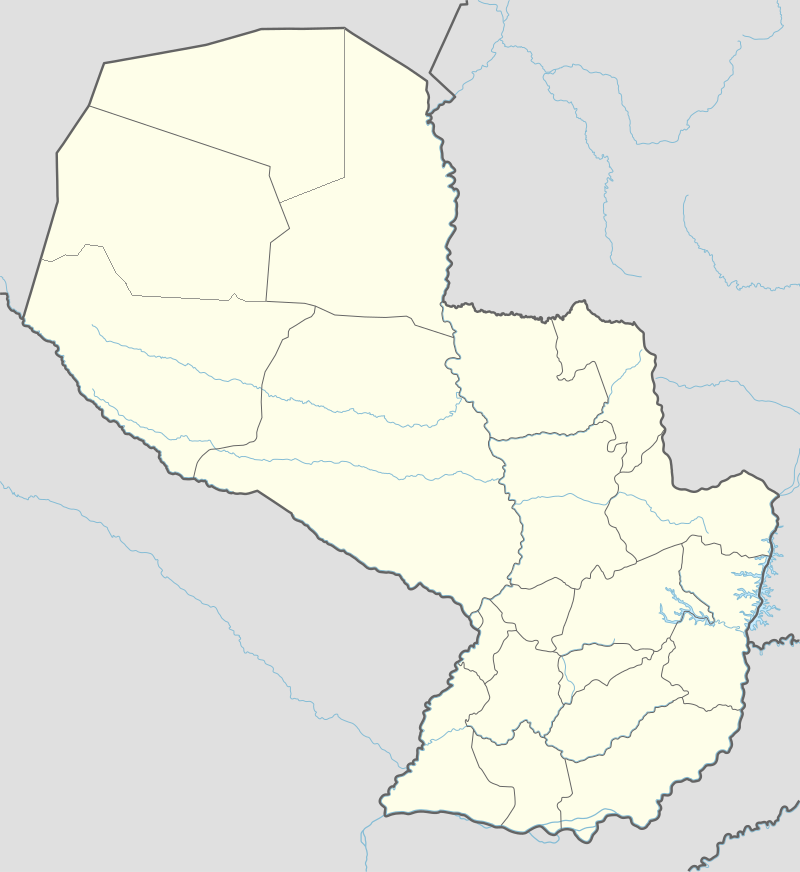
Mapa de Paraguay (1973 - 1992) con 19 departamentos.

- Capital de la República: Asunción (se divide en parroquias). No forma parte del departamento Central, sin embargo lo administra.

## Ley actual: Ley Nº 71/92 (1992-presente)
En 1988 la cabecera del departamento de Presidente Hayes es movida de Villa Hayes a Pozo Colorado.
En 1989 la cabecera del departamento del Alto Paraná cambió el nombre de Puerto Presidente Stroessner a Ciudad del Este.
Por Ley N.º. 71/92 de fecha 6 de noviembre de 1992, se dan los siguientes cambios que rigen hasta la actualidad:
- El departamento de Nueva Asunción se une con el departamento del Boquerón.
- El departamento de Chaco se une con el departamento de Alto Paraguay.
- La capital del departamento de Boquerón es movida de Doctor Pedro P. Peña a Filadelfia.

Y así, desde el año 1992, hay 17 departamentos y 1 distrito capital (Asunción). El país fue subdivido en dos regiones: la oriental y la occidental o también conocida como el Chaco. (véase arriba en la sección 'Departamentos del país').
Por Ley N.º.201/93 de fecha 3 de junio de 1993, la capital del departamento Central pasa a ser Areguá (antes el departamento era administrado desde la capital Asunción). Asunción pasa a dividirse en distritos y barrios.
Por Ley Nº1710/01 de fecha 10 de diciembre de 2001, se modifican los límites de los Departamentos III y IX de la Cordillera y Paraguarí, respectivamente.
| Departamento         | Capital                  | Observación (*)                                                               |
| -------------------- | ------------------------ | ----------------------------------------------------------------------------- |
| 1. Concepción        | Concepción               | -                                                                             |
| 2. San Pedro         | San Pedro de Ycuamandiyú | -                                                                             |
| 3. Cordillera        | Caacupé                  | -                                                                             |
| 4. Guairá            | Villarrica               | -                                                                             |
| 5. Caaguazú          | Coronel Oviedo           | -                                                                             |
| 6. Caazapá           | Caazapá                  | -                                                                             |
| 7. Itapúa            | Encarnación              | -                                                                             |
| 8. Misiones          | San Juan Bautista        | -                                                                             |
| 9. Paraguarí         | Paraguarí                | -                                                                             |
| 10. Alto Paraná      | Ciudad del Este          | -                                                                             |
| 11. Central          | Areguá                   | Desde 1993, Areguá es capital de Central.                                     |
| 12. Ñeembucú         | Pilar                    | -                                                                             |
| 13. Amambay          | Pedro Juan Caballero     | -                                                                             |
| 14. Canindeyú        | Salto del Guairá         | -                                                                             |
| 15. Presidente Hayes | Villa Hayes              | Hasta 1999, su capital fue Pozo Colorado, siendo reemplazada por Villa Hayes. |
| 16. Boquerón         | Filadelfia               | -                                                                             |
| 17. Alto Paraguay    | Fuerte Olimpo            | -                                                                             |

- Capital de la República: Asunción (se divide en distritos y barrios). Desde 1993 es un municipio autónomo.